# Laktuloza
Laktuloza je sintetički, nesvarljivi šećer koji se koristi za treatman hronične konstipacije i hepatičke encefalopatije, komplikacija bolesti jetre. On je disaharid formiran od jednog molekula fruktoze i galaktoze. On se industrijski dobija izomerizacijom laktoze.

## Medicinska primena
Laktuloza se koristi za tretiranje hronične konstipacije. Metaboliti laktuloze izvlače vodu u creva, izazivajući katarzični efekat putem osmotskog dejstva. Ona je bezbedna za osobe svih uzrasta. Kod odraslih, doza se podešava tako da dovede pražnjenje creva. Dejstvo laksative može vremenom da opadne, te je neophodno povećanje doze. Laktulozu je moguće bezbedno koristiti decenijama.

## Spoljašnje veze
|  | Molimo Vas, obratite pažnju na važno upozorenje u vezi sa temama iz oblasti medicine (zdravlja). |